# Jerome Mincy
Jerome Alfred Mincy Clark, más conocido como Jerome Mincy (nacido el 10 de octubre de 1964 en Aguadilla, Puerto Rico) es un exjugador de baloncesto puertorriqueño. Con 2.03 metros de estatura, jugaba en la posición de ala-pívot.

## Trayectoria
Jerome Mincy es uno de los mejores jugadores en la historia de la  Universidad de Alabama en Birmingham y fue el último corte de los New York Knicks en la temporada siguiente a haber sido escogido en el Draft. Con los Vaqueros de Bayamón ganó tres campeonatos y jugó 22 temporadas con promedio de 16,5 puntos y 8 rebotes, habiendo jugado también en Argentina (donde fue campeón de la Liga Nacional con Boca Juniors en 1997), Francia y España. Tiene un largo historial con la selección de  Puerto Rico, habiendo jugado 5 mundiales y 3 Juegos Olímpicos 

## Equipos
- Universidad de Alabama en Birmingham (1982-1986)
- Vaqueros de Bayamón (1982-1991)
- Club Baloncesto Ciudad de Huelva (1989-1990)
- Patronato-Prohaci (1991-1992)
- Club Atlético Peñarol (1992-1993)
- Vaqueros de Bayamón (1993)
- Club Atlético Peñarol (1993-1994)
- Vaqueros de Bayamón  (1994-1995)
- Luz y Fuerza (1995-1996)
- Vaqueros de Bayamón (1996)
- Boca Juniors (1996-1997)
- Vaqueros de Bayamón (1997)
- Boca Juniors (1997-1998)
- Club Social y Deportivo General Roca (1998-1999)
- Vaqueros de Bayamón (1999)
- Club Deportivo Libertad  (1999-2000)
- Vaqueros de Bayamón (2000-2002)
- Leones de Ponce (2003)
- Club Huelva 76 (1989-1991)(1994-1995)

## Participaciones en competiciones internacionales

### Mundiales
Ha participado en cinco Mundiales de baloncesto, posee el récord de participaciones junto con otros jugadores. Participó en los siguientes mundiales:
- España 1986 16/24
- Argentina 1990 4/16
- Canadá 1994 6/16
- Grecia 1998 11/16
- Estados Unidos 2002 7/16

### Juegos olímpicos
- Seúl 1988 7/12
- Barcelona 1992 8/12
- Atlanta 1996 10/12